# 한국편집상
한국편집상은 민주언론 구현의 사명감에 투철한 기자로서 신문편집의 전문성과 창의성이 뛰어난 자를 포상함을 목적으로 한국편집기자협회가 주관하여 매년 제목, 레이아웃, 편집미술 등 3개 부문에서 시상한다.

## 역대 수상자
|             |                    | 수상자                                           |                                          |
| ----------- | ------------------ | ------------------------------------------------ | ---------------------------------------- |
| 2004년 10회 | 제목 부문 대상     | 양규완 경향신문 기자                             | 강삼재 “YS가 940억 줬다”                 |
| 2004년 10회 | 레이아웃 부문 대상 | 권혜정 서울신문 기자 외 2명                      | 《주말판 We》                            |
| 2005년 11회 | 제목 한국편집상    | 이왕란 강원일보 기자                             | `김유정 열차타고 돌아왔다'               |
| 2005년 11회 | 올해의 편집기자상  | 김대용 강원일보 기자                             |                                          |
| 2005년 11회 | 올해의 사진상      | 이종렬 세계일보 기자                             | '저어새의 꿈'                            |
| 2005년 11회 | 올해의 사진상      | 김주성 한국일보 기자                             | '낮춤의 행복, 탐욕을 벗다'               |
| 2006년 12회 | 올해의 사진상      | 안철민, 박영대 동아일보 사진부 기자              | ‘황우석의 빛과 그림자’                   |
| 2006년 12회 | 올해의 사진상      | 정연호 서울신문 사진부 기자                      | ‘몸바쳐 목놓아 피흘려 독도는 우리땅'     |
| 2007년 12회 | 올해의 사진상      | 서울신문 사진부 정연호 기자                      | '고개숙인 국민영웅'                      |
| 2007년 12회 | 올해의 사진상      | 경기일보 사진부 조남진 기자                      | '상어의 출산'                            |
| 2007년 12회 | 올해의 사진상      | 스포츠조선 사진부 송정헌 기자                    | '미녀 새 하늘을 날다'                    |
| 2009년 15회 | 대상               | 김정희 전자신문 기자                             | '불법에 눈뜬 이용자 시류에 눈감은 정부'  |
| 2009년 15회 | 레이아웃 최우수상  | 임태섭-류지혜 부산일보 기자                      | '산이 있어 걸어왔습니다'                 |
| 2009년 15회 | 레이아웃 최우수상  | 이상훈 서울신문 부장                             | '노무현 전 대통령 서거'                  |
| 2009년 15회 | 레이아웃 최우수상  | 서회란 중앙일보 기자                             | 보여주고 싶은 '비밀'                     |
| 2009년 15회 | 레이아웃 최우수상  | 김정희-김마선 전자신문 기자                      | '불법에 눈뜬 이용자 시류에 눈감은 정부'  |
| 2009년 15회 | 제목 최우수상      | 유재천 한국일보 차장                             | '사이버 전쟁, 의병만 있고 관군은 없었다' |
| 2009년 15회 | 제목 최우수상      | 권양숙 경향신문 기자                             | 세상에 내보인 '네 번의 눈물'             |
| 2009년 15회 | 제목 최우수상      | 박철우 동아일보 차장                             | '육아휴직? 육아해직!'                    |
| 2009년 15회 | 제목 최우수상      | 정재원 조선일보 기자                             | '소니, 우니?'                            |
| 2011년 17회 | 대상               | 박미정 조선일보 기자                             | '서울을 할퀴다’                          |
| 2011년 17회 | 최우수상           | 경향신문 임지영 기자와 중앙일보 임윤주 기자      |                                          |
| 2011년 17회 | 우수상             | 이동명 강원도민일보 편집부 기자                  | ‘폭설대란, 시간 빼고 다 멈췄다’          |
| 2011년 17회 | 우수상             | 김영준 동아일보 차장                             |                                          |
| 2011년 17회 | 우수상             | 권혜정 서울신문 부장 김진성·조두천 서울신문 기자 |                                          |
| 2011년 17회 | 우수상             | 박진아 머니투데이 기자                           |                                          |
| 2011년 17회 | 우수상             | 백현미 아시아경제 차장                           |                                          |
| 2011년 17회 | 우수상             | 박정은 국제신문 기자                             |                                          |
| 2012년 18회 | 올해의 편집기자상  | 조문욱 제주일보 기자                             |                                          |
| 2012년 18회 | 올해의 사진상      | 서영희 국민일보 사진부 기자의                    | '스마트폰으로 바라본 色 다른 세상'       |
| 2012년 18회 | 올해의 사진상      | 김호영 매일경제 사진부 기자                      | '축 결혼 환상의 마스게임'                |
| 2012년 18회 | 올해의 사진상      | 이제원 세계일보 사진부 기자                      | '안개속에 갇힌 송도신도시'               |
| 2013년 19회 | 최우수상           | 신인섭 중앙일보 기자                             | <'아버지 뭐하시노?'>                     |
| 2013년 19회 | 최우수상           | 이상목 전자신문 기자                             | <퓨처-이 물이 이 물이다>                 |
| 2013년 19회 | 우수상             | 경향신문 서영찬 차장                             | <내려다본다는 것은 사고싶은 권력이다>    |
| 2013년 19회 | 우수상             | 최한규 동아일보 차장                             | <법과 밥 사이…>                          |
| 2013년 19회 | 우수상             | 안빈 조선일보 차장                               | <'박근혜 정부' 없이 시작하는 박근혜>     |
| 2013년 19회 | 우수상             | 서희연 아시아경제 기자                           | <은마 웃던 날 백마는 울었다>             |
| 2013년 19회 | 우수상             | 이철민 한국경제신문 차장                         | <180도 선미>                             |
| 2013년 19회 | 우수상             | 김동주 경남신문 차장                             | <쪼끄만 내가 크게 쏩니다>                |
| 2013년 19회 | 우수상             | 남인식 영남일보 기자                             | ‘날려버렸다’(5월21일자 26면)             |
| 2014년 20회 | 대상               | 임지영 경향신문 기자                             | <일본은 왜 오른쪽을 택했나>              |
| 2014년 20회 | 최우수상           | 이직 한국일보 차장                               | <안산의 기도, 밤하늘 울리다>             |
| 2014년 20회 | 우수상             | 주영훈 조선일보 편집부 차장                      | <與도 野도 아닌 전교조의 압승>           |
| 2014년 20회 | 우수상             | 김보미 아시아경제 기자                           | <진급 앞에만 서면 甲돌이와 乙순이>       |
| 2014년 20회 | 우수상             | 김홍준 중앙일보 기자 이정권 중앙일보 차장        | <으랏차차 도요타>                        |
| 2014년 20회 | 우수상             | 이상목 전자신문 기자                             | <절대 통과시킬 수 없다>                  |
| 2014년 20회 | 우수상             | 이철민 한국경제신문 차장                         | <나는 가수다>                            |
| 2014년 20회 | 우수상             | 남한서 영남일보 기자                             | <새로운 대구...>                         |
| 2014년 20회 | 우수상             | 방준식 충청투데이 기자                           | <작은 'ㄱ' 놓치다간 큰 기억 놓칠 수도>   |
| 2014년 20회 | 올해의 편집기자상  | 김동현 겸기일보 기자                             |                                          |
| 2014년 20회 | 올해의 편집기자상  | 변민영 중부일보 기자                             |                                          |
| 2014년 20회 | 올해의 편집기자상  | 배수림경인일보 기자                              |                                          |
| 2015년 21회 | 대상               | 조선일보 박미정 차장                             | <세살 아이 받아준 곳, 천국밖에 없었다>   |
| 2015년 21회 | 최우수상           | 한국일보 이직 차장                               | <간통죄, 철창서 나오다>                  |
| 2015년 21회 | 우수상             | 경향신문 장용석 차장                             | <문·사·철… 길을 잃다>                    |
| 2015년 21회 | 우수상             | 부산일보 권상국 기자                             | <추억 말아 한 줄 행복 말아 두 줄>        |
| 2015년 21회 | 우수상             | 서울신문 김휘만 기자                             | <행복했어요… 우리도 두리도>              |
| 2015년 21회 | 우수상             | 중앙일보 임윤규 기자                             | <1100만, 13월의 울화통>                  |
| 2015년 21회 | 우수상             | 경인일보 어강비 기자                             | <섬, 썸>                                 |
| 2015년 21회 | 올해의 편집기자상  |                                                  |                                          |
| 2015년 21회 |                    |                                                  |                                          |
| 2015년 21회 |                    |                                                  |                                          |